# Moviment República
El Moviment República (en eslovac Hnutie Republika) és un partit polític d'extrema dreta d'Eslovàquia liderat per Milan Uhrík. Fundat al març de 2021 per Uhrík i altres ex-membres del Partit Popular La nostra Eslovàquia (SNS), aquests van prendre el control d'un partit minoritari existent anomenat Veu del Poble, al qual van modificar posteriorment el nom i la línia política.
El partit va mantenir representació tant al Consell Nacional d'Eslovàquia, amb cinc representants, com al Parlament Europeu amb el propi Milan Uhrík exercint d'eurodiputat dins del grup de No Inscrits, tots ells escollits en el seu moment com a membres del SNS. Més endavant, al 2023, Republika es va quedar a les portes d'entrar al Consell Nacional obtenint el 4.8% dels vots, però només un any més tard a les Eleccions Europees de 2024 aconsegueix la tercera posició i dos representants al Parlament, els quals es divideixen al Grup de No Inscrits i al nou grup d'extrema dreta Europa de les Nacions Sobiranes.
El partit és conegut per les seves posicions fortament euroescèptiques, defensant la sortida d'Eslovàquia de la Unió Europea i de l'OTAN, i es nega a donar cap recolzament a l'enviament d'armament i ajuda a Ucraïna. Tanmateix, defensa la supressió de tota subvenció a organitzacions no governamentals, especialment les que descriuen com "organitzacions de Soros i de l'Arc de Sant Martí", assenyalant així al col·lectiu LGTBI, al qual s'oposen.

## Resultats electorals

### Consell Nacional
| Any  | Líder       | Vots    | %         | Pos. | Escons  | +/– | Govern            |
| ---- | ----------- | ------- | --------- | ---- | ------- | --- | ----------------- |
| 2023 | Milan Uhrík | 141,099 | 4,8 / 100 | 8è   | 0 / 150 | 5   | Extraparlamentari |

### Parlament Europeu
| Any  | Líder       | Vots    | %           | Escons | +/– | Grup |
| ---- | ----------- | ------- | ----------- | ------ | --- | ---- |
| 2024 | Milan Uhrík | 185,137 | 12.53% (#3) | 2 / 13 | 1   | ESN  |